# 이닝이터
이닝이터는 야구에서 한 이닝을 잘막아내는 투수를 가리키는 단어이다.

## 설명
이닝이터인 투수들은 대부분 그 이닝을 잘막는 선발투수 등에 주로 많이 쓰이는 단어이다. 이닝이터인 투수들은 최대한 많은 이닝을 소화하면서 상대 야구단의 타선을 잘틀어막고 팀의 승리를 이끄는 역할을 한다. 즉 선발 투수라면 최대한 많은 이닝을 아웃으로 잘 막아주며 소화하는 투수일수록 좋은 이닝이터인 투수가 된다. 선발 투수뿐만 아니라 구원 투수나 마무리 투수도 한 이닝을 잘막아주는 이닝이터의 역할을 해주는 투수가 중요하다.

## 같이 보기
- 야구
- 이닝
- 투수